# Otto von Camphausen
Otto von Camphausen (Geilenkirchen, 1812. október 21. – Berlin, 1896. május 18.) porosz jogász és pénzügyminiszter, Ludolf Camphausen öccse.

## Élete
Jogi tanulmányait Bonnban, Heidelbergben, Münchenben és Berlinben elvégezvén, 1834-ben porosz állami szolgálatba lépett és bátyjának ösztönzésére kereskedelmi és pénzügyi kérdések tanulmányozásához fogott. 1845-ben mint előadó tanácsost a pénzügyminisztériumba hívták és ezen minőségben elkészítette az 1847-es országgyűlés elé terjesztett jövedelmi adóra vonatkozó törvényjavaslatot. 1869-ben Bismarck megtette pénzügyminiszterré. Ez állásában szerencsésen működött; elenyésztette a deficitet és a francia háború után bekövetkezett pillanatnyi pénzbőséget felhasználta az államadósság egy részének törlesztésére, a tisztviselők fizetésének emelésére, adóelengedésre stb. Ezen intézkedései, valamint alkotmányos érzelme és magatartása népszerűvé tették és 1873. november 9-én Albrecht von Roon visszalépése után a porosz államminisztérium alelnökévé nevezték ki. Bismarck herceget is gyakran helyettesítette. De amikor 1877-ben a viszonyok megváltoztak, a fölösleg az államháztartásban eltűnt és komoly kereskedelmi válság nehezedett Poroszországra, a védvámosok és agráriusok a kedvezőtlen fordulatért a szabadkereskedelem elvének hódoló Camphausent vádakkal kezdték elhalmozni és amikor Bismarck is cserben hagyta és a liberálisok is hevesen megtámadták, Camphausen 1878 februárjában lemondott. Ezután csak mint az urakházának tagja vett részt a politikai életben.